# 爆笑ゴールデンショー
『爆笑ゴールデンショー』（ばくしょうゴールデンショー）は、1975年4月1日から同年9月30日までフジテレビ系列で放送されていたフジテレビ製作のバラエティ番組である。

## 概要
週5日間毎日ヤクルトホールからの生放送を行っていた公開番組。放送時間は毎週月曜 - 金曜 12時00分 - 12時30分（日本標準時）。
内容は歌とコントと演芸が中心で、毎日3組から4組の歌手やコメディアンをゲストに迎えて行われていた。1975年5月2日には、小川宏がフジテレビの全番組に出演する『5・2小川宏のテレビアタック24時間!!』の一環として本番組にも出演、更に直後番組『産経テレニュースFNN』では当番組のステージにニューススタジオ風のセットを設置し、小川がキャスターとして出演した。

## 司会
- ポール牧（コント・ラッキー7）
- 関武志（コント・ラッキー7）
- 大館章 - フリーアナウンサー(高田文夫の証言から）
- イエス玉川

## スタッフ
- プロデューサー：常田久仁子
- ディレクター：新谷進英
- AD：佐藤義和
- 作・構成：塚田茂、前川宏司／玉井冽、高田文夫、松岡孝、鈴木哲
- 制作著作：フジテレビ